# Flug 714 nach Sydney
Flug 714 nach Sydney (französischer Originaltitel: Vol 714 pour Sydney) ist ein Comicalbum aus der Reihe Tim und Struppi des belgischen Zeichners Hergé, das 1968 veröffentlicht wurde.

## Handlung
Tim, Professor Bienlein, Kapitän Haddock und Struppi reisen nach Sydney zu einem Kongress für Raumfahrt, bei dem sie als die ersten Menschen auf dem Mond Ehrengäste sind. Auf dem Flughafen von Jakarta treffen sie zufällig Pjotr Klap, den sie während ihres Abenteuers Kohle an Bord kennengelernt hatten. Klap ist mittlerweile Pilot des exzentrischen Millionärs Laszlo Carreidas, der ebenfalls nach Sydney fliegt und Tim und Co. zur Weiterreise in seinem Privatjet einlädt. Tims Misstrauen wird durch das verdächtige Verhalten von Spalding, Carreidas' Privatsekretär, geweckt und den merkwürdigen Umstand, dass der Copilot Paolo Colombani und der Funker Hans Böhm erst kürzlich zur Flugzeugcrew dazugekommen sind, weil beide Vorgänger Unfälle hatten.
Zunächst verläuft der Flug in der bis zu Mach 2 fliegenden Carreidas 160 ohne Probleme. Haddock und Carreidas spielen Schiffe versenken, wobei der Millionär mittels versteckter Kamera und Bildschirm seinen Gegner ausspioniert und übervorteilt. Plötzlich übernehmen Spalding, der Funker und der Copilot Colombani mit Waffengewalt das Kommando an Bord. Sie entführen das Flugzeug und landen auf einer einsamen Insel – Pulau-Pulau-Bompa – in der Celebessee auf einer provisorischen Landebahn. Die Gefangenen werden gefesselt aus dem Flugzeug geführt, wobei Struppi in den Dschungel fliehen kann. Tim und seine Freunde sehen sich dem Urheber des Verbrechens gegenüber: Rastapopoulos, der schon in früheren Bänden als Tims Gegenspieler in Erscheinung getreten ist, hat Carreidas mit Hilfe seines Untergebenen Allan, sondonesischer Rebellen und weiterer Verbrecher entführt, um mit Hilfe eines Wahrheitsserums an das Geld auf dessen Geheimkonto zu gelangen.
Alle Gefangenen außer Carreidas werden von Allan in einen alten japanischen Bunker gesperrt. Ihnen droht das Schicksal, mit dem Flugzeug im Meer versenkt zu werden. Doch mit Hilfe Struppis gelingt es Tim, sich und die anderen Geiseln zu befreien. Er erbeutet Waffen und macht sich mit Haddock auf die Suche nach Carreidas, dessen Hut Struppi auf die richtige Fährte bringt. In einem zweiten Bunker lässt Rastapopoulos währenddessen Carreidas durch Dr. Krollspell das Wahrheitsserum spritzen. Doch der Plan, Carreidas zur Preisgabe seiner Kontonummer zu bringen, schlägt fehl: Jener legt stattdessen eine Lebensbeichte ab und gesteht allerlei Schandtaten. Rastapopoulos attackiert Dr. Krollspell in einem Wutanfall. Dieser hält immer noch die Spritze mit dem Wahrheitsserum in der Hand und sticht sie in einer Abwehrbewegung in Rastapopoulos' Arm. Rastapopoulos gesteht nun, dass er gar nicht vorhatte, Dr. Krollspell zu bezahlen, sondern ihn beseitigen will, sobald die Nummer bekannt ist. Außerdem hat er die Dschunken der Sondonesier mit Zeitbomben präparieren lassen. Zwischen Rastapopoulos und Carreidas kommt es zu einem Wortgefecht, als jeder der beiden darauf besteht, der schlechtere Mensch zu sein.
Tim und Haddock befreien Carreidas und nehmen Krollspell und Rastapopoulos gefangen, der jedoch kurz darauf in den Dschungel fliehen kann. Tims Gruppe wird von Allan und den Sondonesiern gejagt. Nachdem Tim eine telepathische Botschaft mit der Beschreibung eines Auswegs erhalten hat, gelingt die Flucht in ein unterirdisches Tempelsystem. Allan verfolgt sie bis zum Tempeleingang, doch die Sondonesier weigern sich hineinzugehen, als sie Symbolzeichnungen auf den Felsen sehen. Sie fürchten den Zorn der Götter, die einst in „feurigen Wagen“ vom Himmel kamen. Daher beschließt Rastapopoulos, die Verfolgung nur mit Allan, Colombani, Böhm und Spalding aufzunehmen.
In dem unterirdischen Tempel trifft Tim Bienlein wieder und einen seltsamen Herrn namens Mik Esdanitoff. Dieser entpuppt sich als Mittler zu Außerirdischen, der auch zuvor Tim telepathisch kontaktiert hatte. Esdanitoff erzählt, dass die Tempelanlage zu Ehren der Außerirdischen gebaut worden ist, erkennbar an Darstellungen von Raumschiffen und Astronautenfiguren. Rastapopulous’ Verfolgung wird durch einen Vulkanausbruch beendet, der auch Tim und seine Freunde, darunter Klap, zur Flucht aus den Tempelhöhlen zwingt. Sie werden von den Außerirdischen gerettet, allerdings in hypnotisiertem Zustand. Rastapopoulos und seine Bande haben sich im Schlauchboot aufs Meer gerettet und besteigen hypnotisiert die Fliegende Untertasse im Austausch gegen Tim und seine Freunde.
Nach der Rettung durch ein Wasserflugzeug sieht es so aus, als ob Tim und seine Freunde den Absturz der Carreidas 160 im Boot überlebt hätten. Aufgrund der Hypnose können sie sich an nichts mehr erinnern – nur Struppi weiß, was wirklich passiert ist. Während eines Fernsehinterviews mit den Geretteten gibt es ein Wiedersehen mit Fridolin Kiesewetter, der im Familienkreis die Sendung verfolgt. Er lacht Tränen, als Professor Bienlein einen Metallstift präsentiert, welcher aus nicht-irdischem Material besteht. Man erfährt auch, dass Dr. Krollspell verwirrt in Neu-Delhi gefunden wurde und das Gedächtnis verloren hat. Schließlich setzt die Gruppe ihre Reise nach Sydney mit dem Flug 714 der Qantas fort.

## Sonstiges
Flug 714 nach Sydney hebt sich von allen anderen Alben der Reihe durch seine dichtgedrängte, actionreiche Handlung ab, die im Wesentlichen innerhalb von 24 Stunden abläuft. Es ist auch einer der wenigen Bände, in dem die Detektive Schultze und Schulze nicht vorkommen. Das Überschallflugzeug Carreidas 160 wurde von dem auf Luft- und Raumfahrzeuge spezialisierten Comiczeichner Roger Leloup entworfen und dargestellt. Die Figuren Laszlo Carreidas und Mik Esdanitoff wurden durch den französischen Industriellen Marcel Dassault und den Chemiker, Spion und Schriftsteller Jacques Bergier, der eigentlich Jakow Michailowitsch Berger hieß, inspiriert. In dem Doktor Krollspell mit dem Wahrheitsserum findet sich Josef Mengele wieder, beiden gelang es der Justiz ins Ausland zu entkommen. Weitere Inspiration fand Herge in den Texten von Robert Charroux. So wurden z. B. die Steinköpfe der Maya von ihm als überirdisches Leben gedeutet. Esdanitoff ist Mitarbeiter der Zeitschrift Comète, während Bergier für die Zeitschrift Planète arbeitete. Die „feurigen Wagen der Götter“ der sondonesischen Legenden in Flug 714 erinnern an altindische, mythologische Schilderungen von Vimanas, die von Vertretern der Prä-Astronautik als außerirdische Raumschiffe interpretiert werden. Bei dem Reporter auf der letzten Seite im neunten Bild, der Haddock die Hand schüttelt, handelt es sich um Jean Tauré, einen Fan von Tim und Struppi, den Hergé hier verewigt hat.
Die Übersetzer des Hamburger Abendblattes veröffentlichten 1970 die Geschichte unter „Flug 714 nach Djakarta“, dies wurde später korrigiert.

## Fehlende Seiten
Hergé machte einen Fehler, als er das Werk schuf: Der Band sollte wie immer 62 Seiten haben, hatte jedoch am Ende 64 Seiten. Zwei Seiten am Ende der Geschichte wurden entfernt, die die Errettung Tims und seiner Freunde vor dem kochenden Meerwasser betreffen. Dadurch entsteht der Eindruck eines Cliffhangers: In einer Szene sieht der Pilot eines Flugzeugs das Boot auf das kochende Meerwasser zuschwimmen und auf der nächsten Seite befindet man sich im Wohnzimmer Fridolin Kiesewetters.

## Kritik
Laut Michael Farr, dem Autor eines Werkes über Hergé („Auf den Spuren von Tim und Struppi“), hat Hergé diesen Band unter Zeitdruck fertiggestellt. Farr meint, dass die Zeichnungen in manchen Abschnitten des Albums recht grob geraten seien und es sogar „zweifellos das schlechteste aller Alben von Hergé“ sei. Hergé sagte über das Konzept von „Flug 714 nach Sydney“: „Ich wollte die Abenteuergeschichten demystifizieren, mit den ‚bösen Jungens‘, die eigentlich gar nicht so böse und ‚guten Jungens‘, die eigentlich gar nicht so gut waren.“ Bob de Moor wurde dieser Band vorwiegend übertragen, sein „Strich ist nicht so raffiniert, nicht so subtil wie von Herge“. So nehmen Haddocks Gesichtsausdrücke übertriebene Züge an. Weiter wird die vorherige „Verankerung in der Realität“ in diesem Band durchbrochen. Selbst Hergé meinte hierzu: „Die Untertasse hätte ich nicht so zeigen sollen.“ Positiv über die weitgehend realistische Darstellung des indonesischen Hintergrunds äußerte sich Kenneth Yeung in einem Zeitungsartikel.

## Adaption in andere Medien/Übersetzungen
Flug 714 nach Sydney wurde auch als Hörspiel inszeniert und 1984 veröffentlicht. Der Band wurde auch als Zeichentrickfilm verfilmt. Er ist in mindestens 28 verschiedene Sprachen übersetzt worden.